# مشقة
المِشْقَة أو الهُبْر هي ألياف نباتية تُجمع من الفلين أو اللحاء الداخلي المحيط بساق بعض النباتات ثنائية الفلقة.